# Simone Rollin
Pour les articles homonymes, voir Rollin.
Simone Rollin, née Simone Norbert le 5 septembre 1910 à Montendre (Charente-Inférieure) et décédée le 7 février 1991 à La Grande-Motte (Hérault), est une femme politique française, membre du Mouvement républicain populaire (MRP). Elle est députée constituante de la Seine entre 1945 et 1946 puis conseillère de la République (sénatrice) entre 1946 et 1948.

## Biographie

### Jeunesse
Simone Norbert est issue d'une famille modeste : sa mère est couturière et son père est ajusteur-mécanicien chez Renault, il part à la guerre en 1914 et revient en 1918
Elle effectue des études jusqu'au brevet puis travaille, d'abord comme manutentionnaire dans la confection pour aider sa mère.
Dès l'âge de 17 ans, elle découvre le militantisme syndical et adhère à un mouvement ouvrier de jeunes (JOC)

### Une vie de femme engagée
Elle se marie en 1930 avec René Rollin et aura six enfants. Elle allie dès lors ses convictions familiales et salariales, fondant avec des collègues, le mouvement familial ouvrier. 
Elle en est d'ailleurs la présidente jusqu'à 1944 et de ce fait est membre du Conseil supérieur de la famille et au Conseil de perfectionnement du service social, où elle représente les familles ouvrières.
Elle est également présidente de la Fédération des organismes de travailleuses familiales, regroupement de 9 organismes représentants 5000 jeunes filles aides à domicile des mères au foyer.
En parallèle de cet engagement, elle se consacre à la Résistance, se rendant plusieurs fois à Lyon pour diverses missions impliquant notamment de passer la ligne de démarcation. 
Elle profite de ce combat pour rassembler autour d'elle des femmes sensibles aux mêmes valeurs, dont un certain nombre la rejoindront après-guerre au sein du Mouvement républicain populaire (MRP). 
En novembre 1944, elle est élue vice-présidente du MRP par le congrès constitutif du parti ; elle assure en outre la direction des femmes militantes pour toute la France.

#### Assemblée constituante
Elle compte parmi les premières femmes députées de l'histoire française. 

## Décoration
- Médaille de la mère française[1]